# Li (Einheit)
Li (chinesisch 里, Pinyin lǐⓘ, Jyutping lei5, auch 市里,  shìlǐ, Jyutping si5lei5 – „wörtlich Markt-Li“) ist ein traditionelles chinesisches Längenmaß. Heute ist es auf exakt 500 Meter festgelegt. Es wird auch als huali, wörtlich Chinesische Meile (华里), bezeichnet.

## Geschichte
Seine Größe variierte in der Vergangenheit historisch und regional beträchtlich. In den Vertragshäfen, die in der Zeit des Deutschen Reiches angefahren wurden, wurde 1 Li je nach Region sowohl mit 644,58 m, als auch 575,5 m oder 447,19 m umgerechnet. In der ehedem deutschen Kolonie Kiautschou galt damals bereits 1 Li = 500 m. Die Große Mauer nannte man auch 10.000-Li-Mauer (万里长城 – „besser: die zehntausende chinesische Meilen lange „Schutz-“Mauer“), wobei der Begriff wan (万) hier nicht wörtlich als exakt 10.000, sondern im übertragene Sinne als „unermesslich große Zahl“ (Myriade) verstanden wird.

## Weitere Bedeutung
Die Einheit Li (里) für Meile wird im dritten Ton ausgesprochen. Sie wird in der chinesischen Metrologie generell für Längen dieser Größenordnung verwendet. So heißt der Kilometer gongli – wörtlich „metrische Meile“ (公里), die englische Meile yingli – wörtlich „englische Meile“ (英里) und die Seemeile haili – wörtlich „nautische Meile“ (海里).
Man beachte, dass es eine weitere Längeneinheit Li (厘) gibt, das im zweiten Ton ausgesprochen und im Chinesischen anders geschrieben wird. Diese Einheit ist heute als 1/3 mm definiert und wird kaum noch verwendet. Weiterhin wird der Begriff Li (厘) in der chinesischen Metrologie heute als Vorsilbe für „Zenti-“ benutzt, z. B. Limi (厘米), also der Zentimeter.